# Kenkichi Nishimi
Kenkichi Nishimi (jap. 西見健吉 Nishimi Kenkichi; ur. 27 kwietnia 1967) – japoński zapaśnik w stylu klasycznym. Olimpijczyk z Atlanty 1996, gdzie zajął ósme miejsce w kategorii 57 kg.
Dwukrotny uczestnik mistrzostw świata, zajął trzynaste miejsce w 1998. Piąty na igrzyskach azjatyckich w 1998. Srebrny medalista mistrzostw Azji w 1996 i brąz na igrzyskach Azji Wschodniej w 1997.